# W Ворона
W Ворона (лат. W Corvi) — двойная затменная переменная звезда типа Беты Лиры (EB:) или затменная переменная звезда типа Алголя (EA) или затменная переменная звезда типа W Большой Медведицы (EW) в созвездии Ворона на расстоянии приблизительно 696 световых лет (около 213 парсек) от Солнца. Видимая звёздная величина звезды — от +12,5m до +11,6m. Орбитальный период — около 0,3881 суток (9,3139 часа).
Открыта Владимиром Платоновичем Цесевичем в 1940 году*.

## Характеристики
Первый компонент — жёлтый карлик спектрального класса G1-2V, или G2*. Масса — около 1 солнечной, радиус — около 1,37 солнечного, светимость — около 1,16 солнечной. Эффективная температура — около 5109 К.
Второй компонент — оранжевый карлик спектрального класса K. Масса — около 0,68 солнечной*. Эффективная температура — около 4900 К*.